# Samuel Gottfried Geyser
Samuel Gottfried Geyser (* 12. Januar 1740 in Görlitz; † 15. Juni 1808 in Kiel) war ein deutscher Pädagoge und evangelischer Theologe.

## Leben
Geboren als Sohn des Pastors an der Dreifaltigkeitskirche und Senior des Ministeriums in Görlitz Gottfried Geyser, war er ein Bruder des bekannten Kupferstechers Christian Gottlieb Geyser. Er besuchte das Gymnasium seiner Heimatstadt und bezog im Anschluss die Universität Leipzig, wo er zwei Jahre bei Johann August Ernesti studierte. Am 30. Mai 1765 wechselte er an die Universität Wittenberg, erwarb hier am 29. Juli 1765 als Magister Legens die Vorleseerlaubnis für Hochschulen und avancierte am 17. Oktober desselben Jahres zum Magister der Philosophie.
Nachdem er sich am 26. Januar 1766 als Adjunkt an der philosophischen Fakultät in Wittenberg habilitiert hatte, ging Geyser 1770 als Gymnasialprofessor der Theologie nach Reval. Dort übernahm er auch vertretungsweise den mathematischen Lehrstuhl und war zweimal Rektor der Einrichtung. Am 19. August 1777 wurde er ordentlicher Professor der Theologie an der Universität Kiel, wo er noch im selben Jahr zum Doktor der Theologie promoviert wurde. In Kiel las er in seiner Anfangszeit über den Propheten Jeremia. Sein Lehrplan von 1778 bis 1780 beinhaltete die Dogmatik, er las über theologia recens controversa, über die symbolischen Bücher, über theologische Polemik und andere Kirchenthemen.
Anfang der achtziger Jahre interpretierte er vor allem das Alte Testament, las ab 1782 über die kleinen Propheten, über die Bücher Samuels, über die Psalmen, über chaldäische Stücke des Alten Testaments und später auch über die Hermeneutik des neuen Testaments. Dazu noch über Polemik, über Homiletik nach den Aphorismen und über Kirchengeschichte. 1789 wird er wirklicher königlich dänischer Kirchenrat, beteiligte sich an der Verwaltung der Kieler Universität und war dort im Wintersemester 1779 sowie 1785 Prorektor. Sein Sohn, der Mediziner Andreas Johann Justus Geyser (* 14. Juni 1779 in Kiel), betätigte sich ebenfalls akademisch als Privatdozent an der Kieler Akademie.

## Werkauswahl
1. Diss. (tres) de usu patrum. Wittenberg 1765
2. Diss. de usu scriptorum veteris ecclesiae. Tzschidrich, Wittenberg 1765. (Digitalisat Disp. 1), (Disp. 3)
3. Progr. Poetae graeci antiquiores, interpretis sacrarum litterarum magistri. Dürr, Wittenberg, 1768.
4. Predigt vom weisen Verhalten der Heiligen in Ansehung ihrer verborgenen Fehler. Leipzig, 1769
5. Progr. vom Patriotismus überhaupt. Reval, 1771
6. Progr. von der Leichtigkeit des Patriotismus unter einer guten Regierung. Lindfors, Reval 1772. (Digitalisat)
7. Progr. von der Theilnahme des Staats an der öffentlichen Erziehung. Reval 1775
8. Progr. zu der Feyer des festlichen Tages, welcher dem Andenken des 1774 mit den Türken geschlossenen Friedens gewidmet ist. Reval 1775
9. Progr. von der Grösse des Einflusses, den eine gute Regierung auf das Glück des ganzen Volkes und auf den Wohlstand der gesammten bürgerlichen Verfassung hat. Reval 1775
10. Progr. von der Notwendigkeit, den öffentlichen Schulunterricht den Bedürfnissen und dem Geschmacke der jedesmaligen Zeiten anzupassen. Reval 1776
11. Progr. von der Beförderung einer vernünftigen Erziehung und eines gemeinnützigen Unterrichts, als einer der würdigsten Königssorgen. Reval 1776
12. Progr. paschale: Disputantur nonnulla universe de dubitationibus contra historiam reditus Jesu Christi ad vitam allatis. Kiel 1778
13. Aphorismi ethici in usum scholarum suarum. Mohr, Kiel 1789. (Digitalisat)
14. Zweifel bey der gewöhnlichen Uebersetzung und Erklärung einiger Stellen in den Psalmen; in den Cramerischen Betrachtungen Bd. 2. (1788)
15. Recensionen in den Novis actis eruditorum, in Ernesti’s theol. Bibl. und in den Hallischen gel. Zeit,